# Jan Rzeszowski (zm. 1436)
Jan Rzeszowski herbu Półkozic (ur. ok. 1346 roku, zm. 12 sierpnia 1436 w Piórkowie) – duchowny rzymskokatolicki, profesor i rektor Uniwersytetu Krakowskiego, arcybiskup metropolita halicki w latach 1412–1414, arcybiskup metropolita lwowski w latach 1414–1436.

## Życiorys
Syn Jana Rzeszowskiego. Brat Jana Feliksa "Starego" Rzeszowskiego i Jana Rzeszowskiego. Ukończył studia na uniwersytecie w Padwie. W 1365 był poświadczony jako archidiakon w Opolu na Górnym Śląsku. W 1368 roku wymienił ten archidiakonat na prepozyturę kolegiaty św. Michała na Wawelu. Był kanonikiem krakowskim. Po śmierci wpływowego ojca jego kariera wyhamowała, do czasu, gdy w wieku około 60 lat związał się około 1400 roku z odrodzoną Akademią Krakowską. W 1404 roku znalazł się w polskiej delegacji na negocjacje z Krzyżakami w Raciążu. Był bliskim współpracownikiem króla Władysława Jagiełły. W latach 1405–1406 pełnił funkcję rektora Uniwersytetu Krakowskiego. W 1412 roku król Jagiełło zaprezentował go na biskupstwo halickie. W konsekwencji w latach 1412–1414 był ostatnim arcybiskupem metropolitą halickim (jako elekt), zaś od końca 1414, po przeniesieniu siedziby archidiecezji z Halicza do Lwowa, pierwszym arcybiskupem metropolitą lwowskim. W 1413 roku brał udział w zjeździe w Horodle. W 1417 roku w Sanoku udzielił ślubu królowi i Elżbiecie z Pilicy Granowskiej. W 1417 roku wraz z księciem Witoldem Kiejstutowiczem i jego dworem udał się z Kowna na Żmudź w celu prowadzenia trzymiesięcznej misji chrystianizacyjnej, gdzie Jan Rzeszowski dokonywał masowych chrztów i erygował parafie. Ukoronowaniem tych działań było podczas zjazdu w Trokach w 1417 roku założenie i zorganizowanie diecezji żmudzkiej. Jeszcze w 1417 roku powrócił do Krakowa, gdzie mimo licznych sprzeciwów możnowładców, koronował Elżbietę Pilecką. W 1419 roku przybył do Wolborza, gdzie był punkt zborny rycerstwa przed wyprawą przeciwko Krzyżakom. Był sygnatariuszem pokoju mełneńskiego 1422 roku. W grudniu 1423 roku konsekrował Zbigniewa Oleśnickiego na biskupa krakowskiego. Na przełomie roku przebywał w Rzymie. Po powrocie w marcu, uczestniczył w koronacji Zofii Holszańskiej. W dniu 31 grudnia 1435 podpisał akt pokoju w Brześciu Kujawskim. Posiadał rezydencje biskupie w Pirkowie koło Łagowa, w Konkolnikach i Dunajowie. 
Zmarł w swoim dworze w Pirkowie. Pochowany w kościele klasztornym benedyktynów p.w. Św. Krzyża na Łyścu.